# La Colère des dieux (film, 1914)
Pour l’article homonyme, voir La Colère des dieux.
Pour plus de détails, voir Fiche technique et Distribution.
La Colère des dieux (The Wrath of the Gods) est un film muet américain réalisé par Reginald Barker, sorti en 1914.

## Synopsis
Yamaki est un pêcheur qui vit avec sa fille Toya San sur une île, qui est habitée par des bouddhistes. Il est maudit par Bouddha pour un affront qu'un de ses ancêtres a commis dans une rage meurtrière en ayant souillé un autel de Bouddha dans le temple voisin. La malédiction était que si sa fille épousait quelqu'un, le volcan voisin éclaterait. Toya a du mal à nouer des relations avec les garçons parce que le prophète du village Takeo a fait courir le bruit qu'elle est maudite. Elle ne veut donc pas continuer l'acceptation de la malédiction par son père. Lorsque Yamaki emmène Toya-san au sanctuaire de Bouddha dans le jardin de sa maison pour prier et essayer de faire lever la malédiction, elle exprime ses sentiments sur l'injustice du dieu.
Un marin américain, Tom Wilson, dont le navire a fait naufrage dans une tempête, vient leur demander aide et refuge. Wilson tombe amoureux de Toya et lui apprend le christianisme . À la consternation de son père, Toya décide de se convertir et d'épouser Tom à la mission nippo-américaine locale. Cependant, son père se convertit également. Les habitants, qui ont été agités par Takeo, se livrent à un déchaînement meurtrier contre la famille. Ils vont d'abord à la chapelle mais les jeunes mariés leur échappent et ils vont donc à la maison de la plage à la place. Lorsque la foule atteint sa maison, Yamaki jette la statue de Bouddha qu'il avait mis en place dans sa maison et met une croix à sa place. Les villageois en sont furieux et le battent à mort sous la croix et brûlent sa maison. Finalement, le volcan entre en éruption et le village est détruit. Takeo meurt dans une avalanche et seuls Tom Wilson et Toya San survivent. Ils sont emmenés du village détruit par un navire marchand américain. À la fin du film, Tom dit à son épouse : "Tes dieux sont peut-être puissants, Toya San, mais le mien a prouvé sa toute-puissance. Tu es sauvé pour perpétuer ta race."

## Fiche technique
- Titre : La Colère des dieux
- Titre original : The Wrath of the Gods
- Réalisation : Reginald Barker
- Scénario : William H. Clifford, Thomas H. Ince et C. Gardner Sullivan
- Producteur : Thomas H. Ince
- Société de production : New York Motion Picture
- Pays de production :  États-Unis
- Langue : Anglais
- Format : Noir et blanc- Muet
- Durée : 56 min
- Date de sortie : 
  - États-Unis : 8 juin 1914

## Distribution
- Sessue Hayakawa
- Tsuru Aoki
- Frank Borzage
- Gladys Brockwell